# Gösta Carell

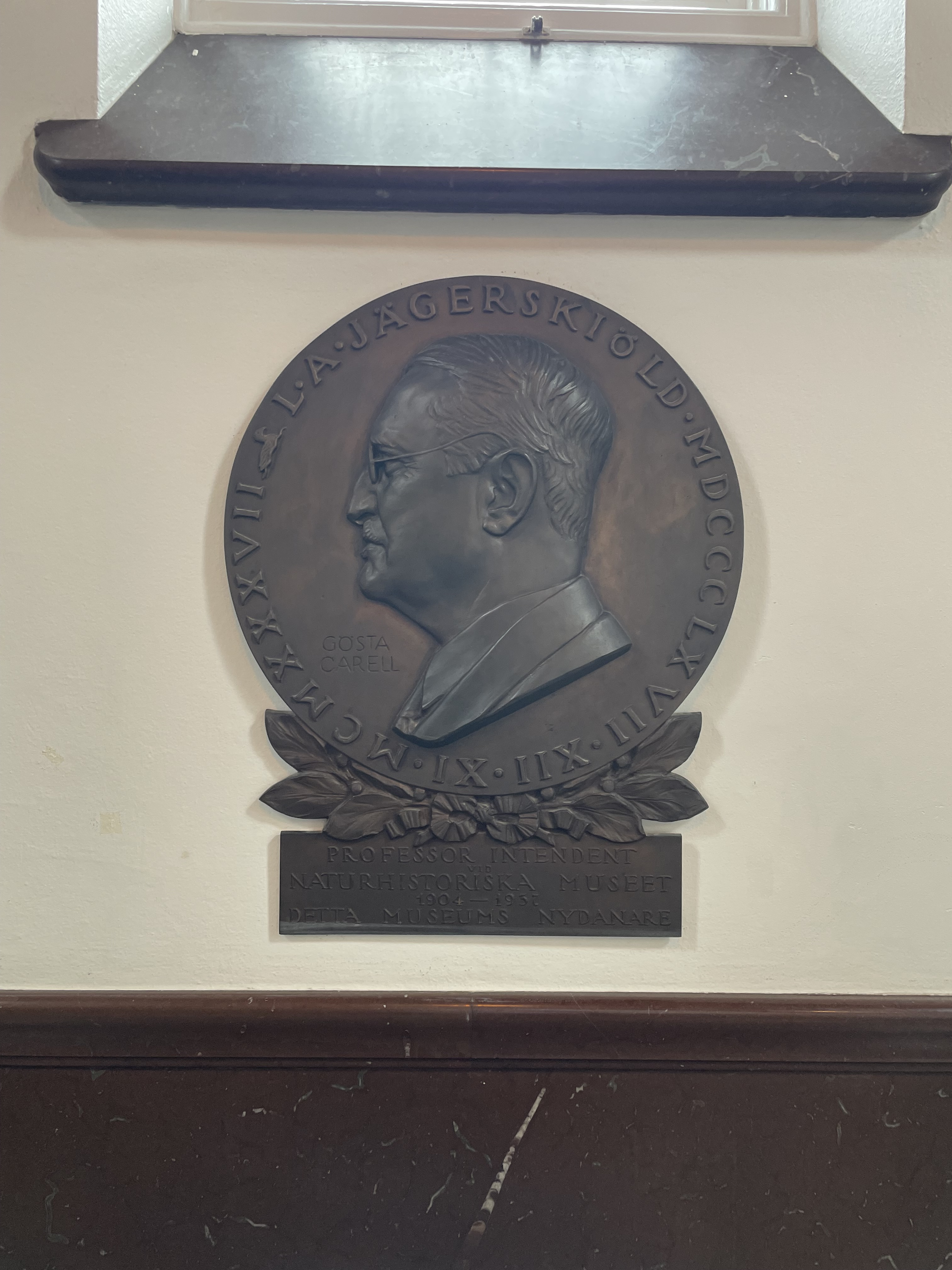
L.A. Jägerskiöld (Medaille von Gösta Carell, im Naturhistorischen Museum Göteborg)

Gustaf Imanuel „Gösta“ Carell (* 21. Mai 1888 in Stockholm; † 23. Mai 1962 in Bromma, Stockholm) war ein schwedischer Bildhauer und Medailleur. Er war bekannt für seine Medaillen und Bronzeskulpturen und nahm 1932 in Los Angeles mit einem Werk an den Kunstwettbewerben der Olympischen Spiele teil.

## Leben und Ausbildung
Carell absolvierte die Technische Schule in Malmö und arbeitete anschließend in einem Atelier für Fassadendekorationen. Er studierte in Kopenhagen bei Vilhelm Bissen (1836–1913) und setzte seine Ausbildung in New York am Cooper Union College for the Advancement of Science and Art fort. Dort arbeitete er unter anderem für den bekannten Medailleur Victor David Brenner.
Ab etwa 1925 war er vorwiegend als Medailleur tätig. Ursprünglich von Brenners impressionistischem Stil beeinflusst, entwickelte er später einen ausgeprägten Renaissance-beeinflussten Stil.

## Künstlerisches Werk
Carell verwendete verschiedene Techniken und Materialien, darunter unterschiedliche Metalle und gelegentlich auch Elfenbein. Er war Mitglied der Artists’ National Organization sowie der Swedish Artists’ Association. Zu seinen bedeutenden Arbeiten zählt eine Medaille anlässlich des 80. Geburtstags von König Gustav III., die in der Börshalle von Stockholm ausgestellt wurde. Fast alle seine geschaffenen Medaillen befinden sich heute im Kungliga Myntkabinettet (Royal Coin Cabinet).

## Olympiateilnahme
Bei den Sommerspielen 1932 in Los Angeles nahm Carell mit einem medaille‑ oder skulpturähnlichen Werk am Kunstwettbewerb in der Disziplin Skulptur teil – eine Kategorie, die damals Teil der offiziellen Olympischen Wettbewerbe war. Offiziell wurde ihm kein Medaillengewinn zuerkannt.

## Bedeutung und Nachwirkung
Carell gilt als bedeutender Vertreter der schwedischen Medaillenkunst und Bildhauerei des frühen 20. Jahrhunderts. Sein Werk ist insbesondere in musealen Sammlungen wie dem Royal Coin Cabinet präsent und dokumentiert den Übergang von impressionistischen Einflüssen hin zu einem klassizistisch‑renässancischen Medaillenstil.